# Stiftung Elektro-Altgeräte Register
Die Stiftung Elektro-Altgeräte Register (EAR) (Eigenschreibweise: stiftung elektro-altgeräte register) ist eine deutsche Stiftung mit Sitz in Fürth, welche vom Umweltbundesamt mit der Wahrnehmung der hoheitlichen Aufgaben betraut wurde, durch die Registrierung von Herstellern, die in Deutschland Elektro- und Elektronikgeräte in Verkehr bringen, und durch die Koordination der Bereitstellung von Abholbehältnissen für Übergabestellen und der Abholung der Altgeräte bei den öffentlich-rechtlichen Entsorgungsträgern die Umsetzung des Elektro- und Elektronikgerätegesetzes zu sichern.
Stifter waren im Wesentlichen große Elektrogerätehersteller sowie die Verbände Bitkom und ZVEI. 2010 wurde der Stiftungsvorstand Hartmut Theusner durch den Stellvertreter, Rechtsanwalt Alexander Goldberg, abgelöst. Die Stiftung EAR beschäftigt 28 Mitarbeiter (Stand Februar 2019). Mit der Novelle des Elektrogesetzes, die zum Januar 2022 in Kraft tritt, wird ein Sammelstellenlogo eingeführt.

## Gesetzeslage und Aufgaben

Kennzeichnung zu sammelnder Elektrogeräte nach WEEE-Richtlinie

Um die Massen an Elektronikschrott – in Deutschland 706.000 Tonnen im Jahr 2014, die Menge ist bis 2020 weiter angestiegen – sachgerecht zu entsorgen, sind aufgrund des Elektro- und Elektronikgerätegesetzes Hersteller zur Registrierung und unentgeltlichen Rücknahme von Altgeräten verpflichtet. Das sog. ElektroG wandelt die EU-Richtlinie WEEE in nationales Recht um. Zur Umsetzung des Gesetzes wurde die Stiftung EAR als gemeinsame Stelle der Hersteller ins Leben gerufen und vom Umweltbundesamt mit hoheitlichen Aufgaben betraut. Die Hauptaufgabe der Stiftung ist die Registrierung aller Hersteller von Elektro- und Elektronikgeräten, welche in Deutschland solche Produkte in den Verkehr bringen, bzw. deren Bevollmächtigten. Die Registrierung ist verpflichtend, um Produkte in Deutschland auf den Markt bringen bzw. verkaufen zu dürfen. Weitere Aufgaben sind die Koordination der Bereitstellung von Abholbehältnissen für Übergabestellen und die Koordination der Abholung von Altgeräten bei öffentlich-rechtlichen Entsorgungsträgern, sowie das Erfassen der Menge an in Verkehr gebrachten Elektrogeräten. Für die erbrachte öffentliche Leistungen erhebt die Stiftung Gebühren. Rücknahme, Entsorgung, Sortierung, Demontage und Recycling nimmt die Stiftung nicht wahr, die Hersteller sind hierfür selbst verantwortlich und bedienen sich hierzu regelmäßig entsprechender Entsorgungsdienstleister. Auf ihrer Website führt die Stiftung drei öffentlich zugängliche Verzeichnisse aller registrierten Hersteller und deren Bevollmächtigten, aller Sammel- und Rücknahmestellen und aller Betreiber von Erstbehandlungsanlagen in Deutschland.
Ein wichtiges Anliegen des ElektroGs ist neben der besseren Umweltverträglichkeit durch professionelle Entsorgung das Recycling wertvoller Ressourcen wie Edelmetallen und Metallen der Seltenen Erden, welche unverzichtbar für Elektro- und Elektronikgeräte sind. Durch die systematische Rückgewinnung aus Altgeräten sollen neue Quellen für die immer wichtiger werdenden Ressourcen erschlossen werden.
Ist an einer Sammelstelle das Abholbehältnis voll mit Altgeräten, wird eine Meldung an die Stiftung EAR gegeben und ein durch einen Algorithmus ermittelter Hersteller übernimmt die Abholung, wofür dieser regelmäßig ein Entsorgungs-/Recyclingunternehmen beauftragt. Die von einem Hersteller je Geräteart monatlich in Verkehr gebrachten Mengen sind Grundlage für den Umfang seiner Abholverpflichtung an Elektroaltgeräten bei Kommunen. Diese betreiben auf lokaler Ebene Wertstoff- und Recyclinghöfe. Die Elektro-Altgeräte in Deutschland werden größtenteils bei diesen lokalen Stellen abgegeben. Die Elektroaltgeräte werden dann an zertifizierte Erstbehandlungsbetriebe übergeben.
Zudem ist auch der Händler zur Rücknahme von Altgeräten verpflichtet, wenn er eine  Verkaufsfläche für Elektro- und Elektronikgeräte von mindestens 400 m² hat. Bei Onlinehändlern werden die Lagerflächen gerechnet. Dabei gibt es Unterschiede in der Größe der Geräte, zur Rücknahme von Altgeräten mit einer Kantenlänge von bis zu 25 Zentimeter sind alle Händler ohne Verkauf eines Neugerätes bis zu 5 Altgeräten verpflichtet. Altgeräte größer als 25 Zentimeter müssen nur beim Kauf eines entsprechenden  Neugerätes abgenommen und entsorgt werden.
Seit 1. Januar 2021 mit einer Übergangsfrist für bisher beim Umweltbundesamt erfasste Verpflichtete bis 1. Januar 2022 ist die Stiftung nun auch mit der nach § 4 Batteriegesetz nötigen Registrierung der Hersteller und ihrer Bevollmächtigter (einschließlich Importeure) von Batterien vor deren ersten Inverkehrbringen befasst.

## Kritik
- Es werden drei Mal mehr Elektrogeräte verkauft als gesammelt.[17][18]
- Die von Großunternehmen gegründete Stiftung und das Verfahren bedeuten für Kleinunternehmen vergleichsweise großen Aufwand.[19][20]